# Блесингтън
Блесингтън (на английски: Blessington; на ирландски: Baile Coimín) е град в югоизточната част на Ирландия, графство Уиклоу на провинция Ленстър. Разположен е на брега на водохранилището Блесингтън Резървуър. Намира се на 32 km югозападно от столицата Дъблин. Населението му е 4018 жители от преброяването през 2006 г. 